# Chiesa di San Lorenzo a Baldignano
La chiesa parrocchiale di San Lorenzo si trova a Baldignano, frazione di Pieve Santo Stefano, situata sotto il Poggio delle Caviere, a 498 m s.l.m., a circa 8 km dal capoluogo.

## Storia e descrizione
Sorge a una decina di metri da una torre di origine etrusca, all'interno della disposizione a castrum delle unità catastali presenti, e in posizione panoramica sul Lago di Montedoglio.
Fu in parte distrutta da un terremoto nel 1917, rinnovata nella facciata e riconsacrata il 6 ottobre 1922, dal vescovo Pompeo Ghezzi.
L'esterno della chiesa presenta un rosone nella parte alta, con sotto una bifora e ai lati un'ulteriore apertura. Le arcate sono arrotondate a tutto sesto. Il portone di accesso è sottolineato da arcate rientranti ed è affiancato da due ulteriori bifore. A fianco il campanile a base quadrata, con cella campanaria illuminata da quattro piccole bifore. La struttura non è intonacata ma è evidente la pietra a filaretto.
L'interno della chiesa presenta tre altari, due laterali e uno centrale, in pietra, sorretto da quattro colonnine ed sormontato da un'immagine della Madonna con bambino incoronati, ospitati da una struttura in pietra con colonne corinzie e capitello con foglie di acanto.
La cripta della chiesa, la cui edificazione si ipotizza risalire all'XI secolo, rappresenta l'elemento di maggior pregio del complesso. Presenta volte a crociera su arcate tese tra basse colonne dai capitelli in pietra a tronco piramidale rovesciato.

## Galleria d'immagini

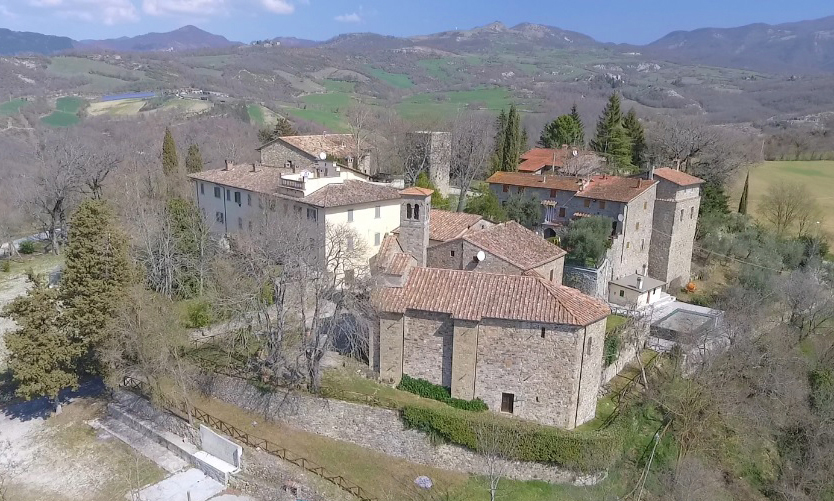
Baldignano, chiesa di San Lorenzo e Torre antica
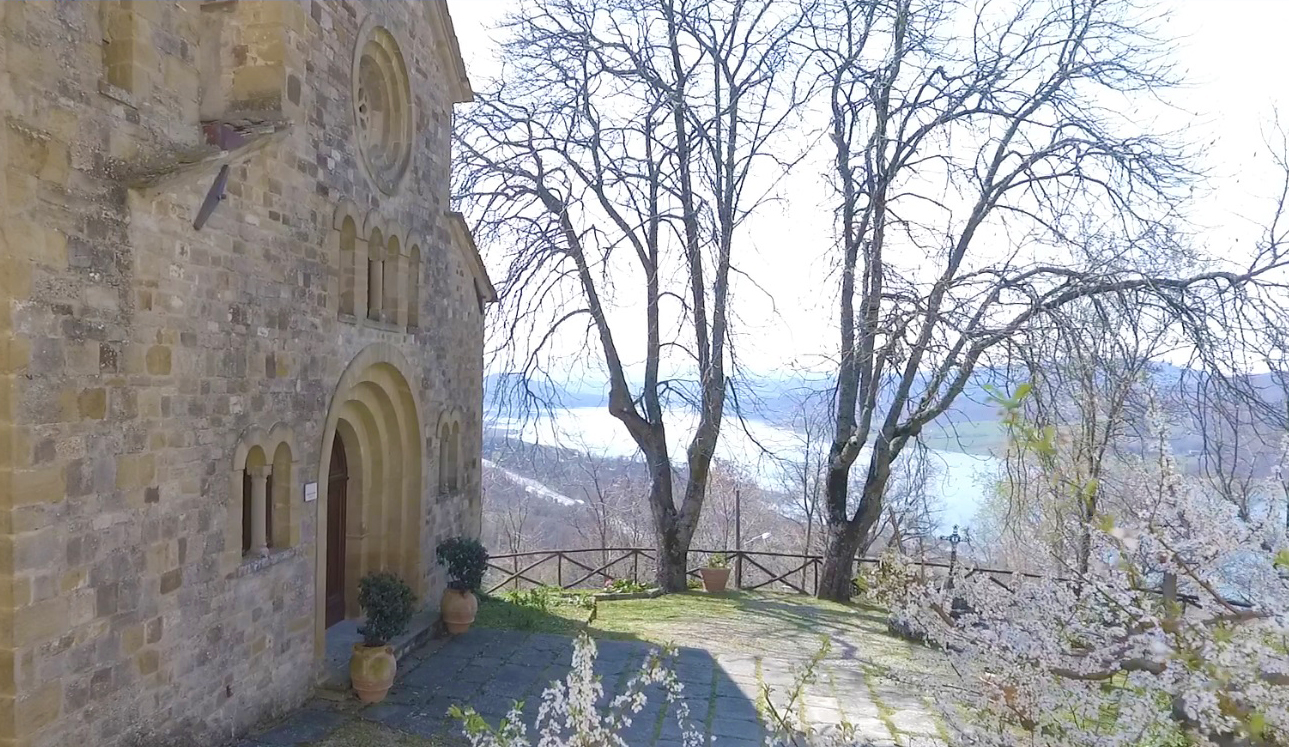
Chiesa di San Lorenzo con panorama del Lago di Montedoglio